# Downtown

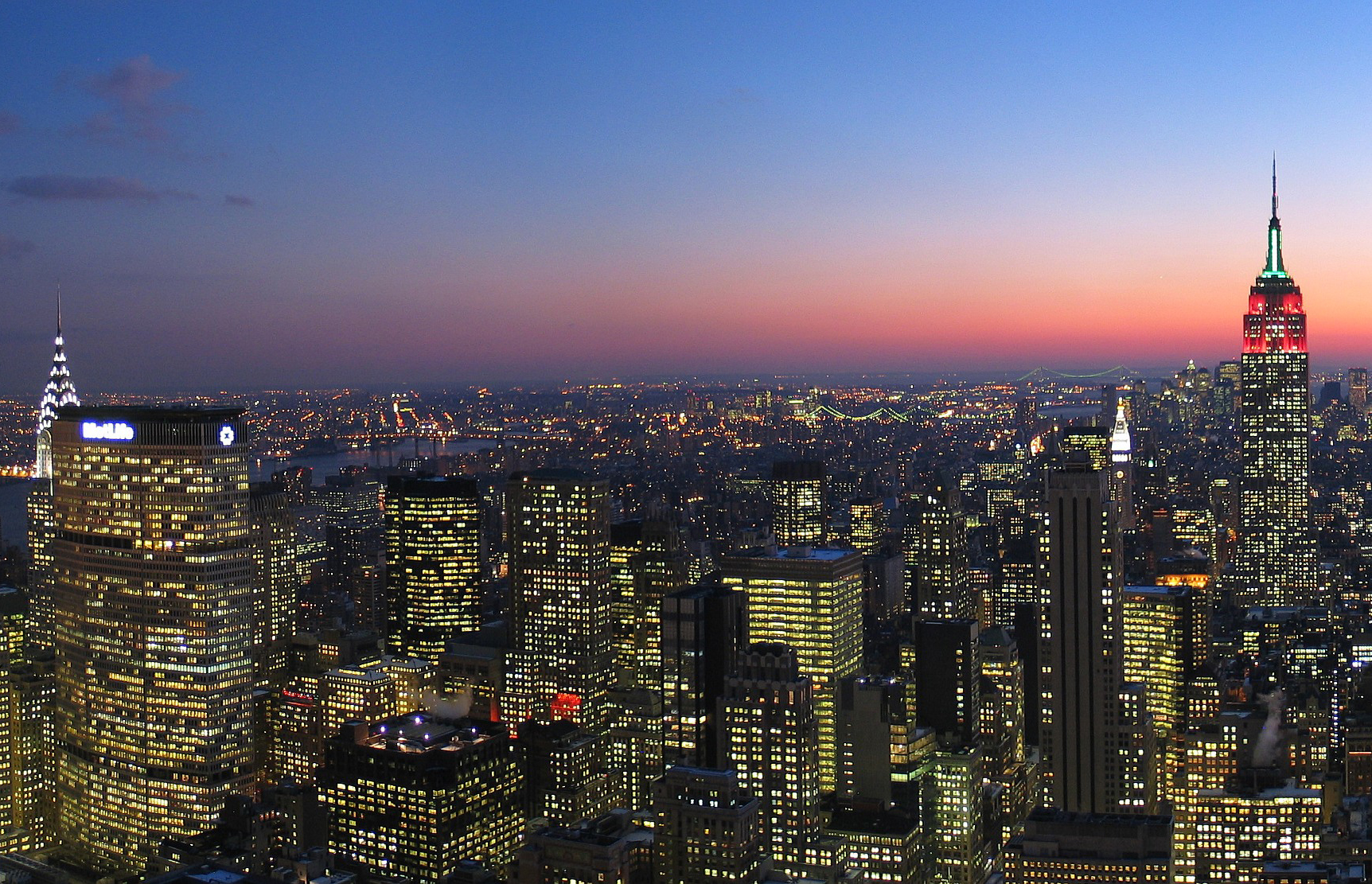
Midtown Manhattan, Nueva York es el distrito financiero más grande de los Estados Unidos.

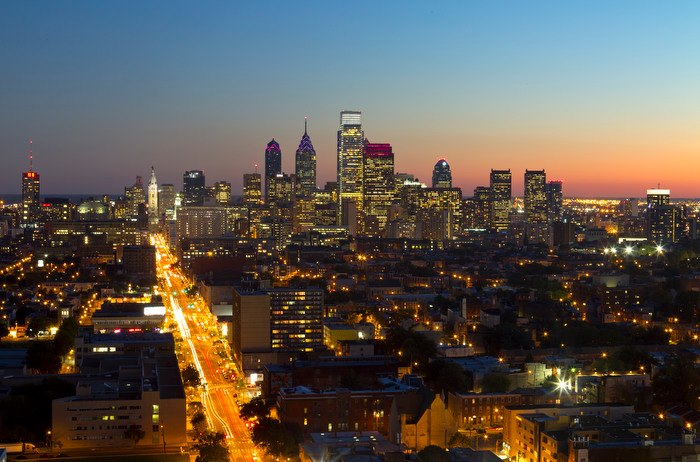
Center City Philadelphia, el segundo downtown más grande de los Estados Unidos.

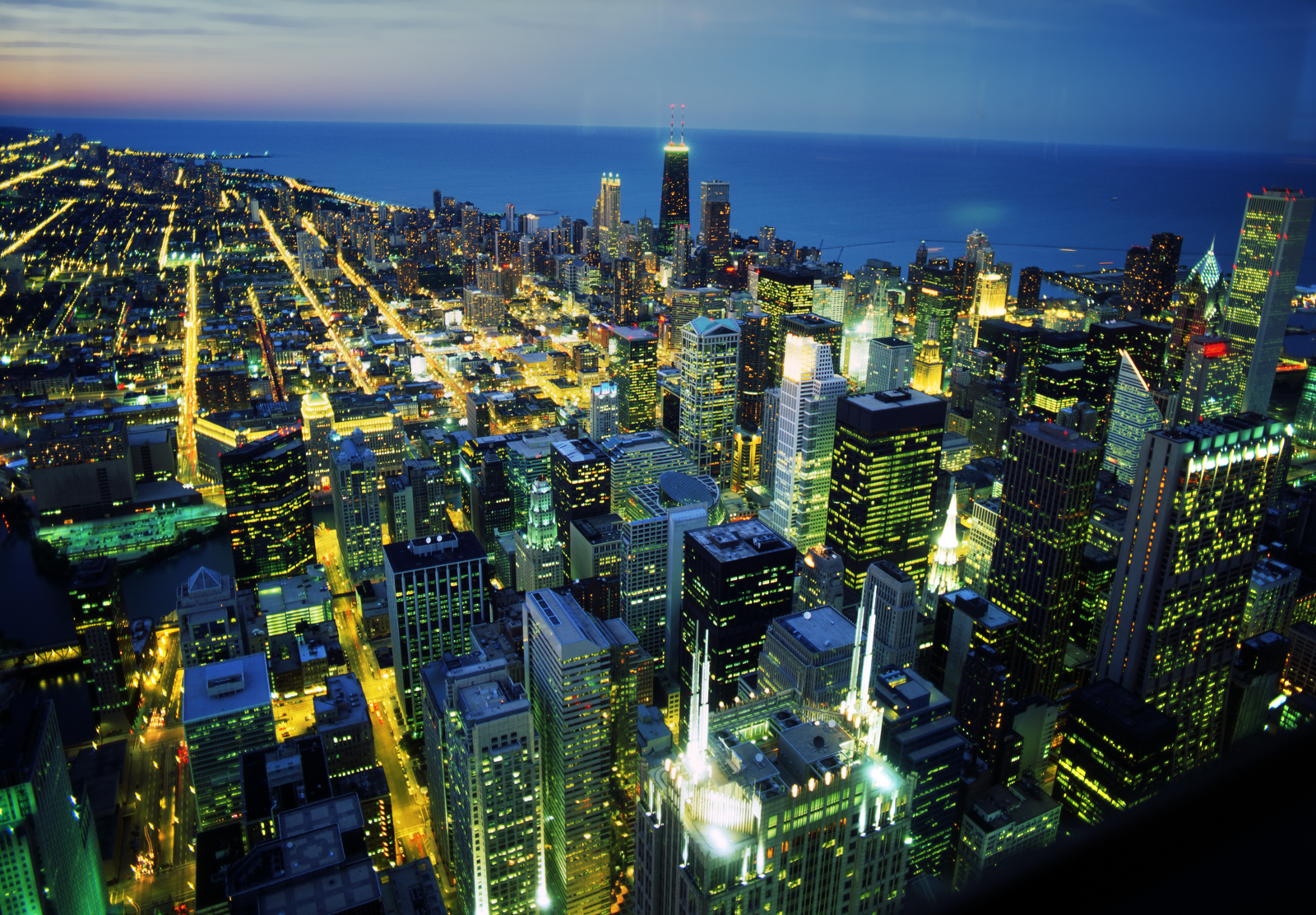
Downtown Chicago.

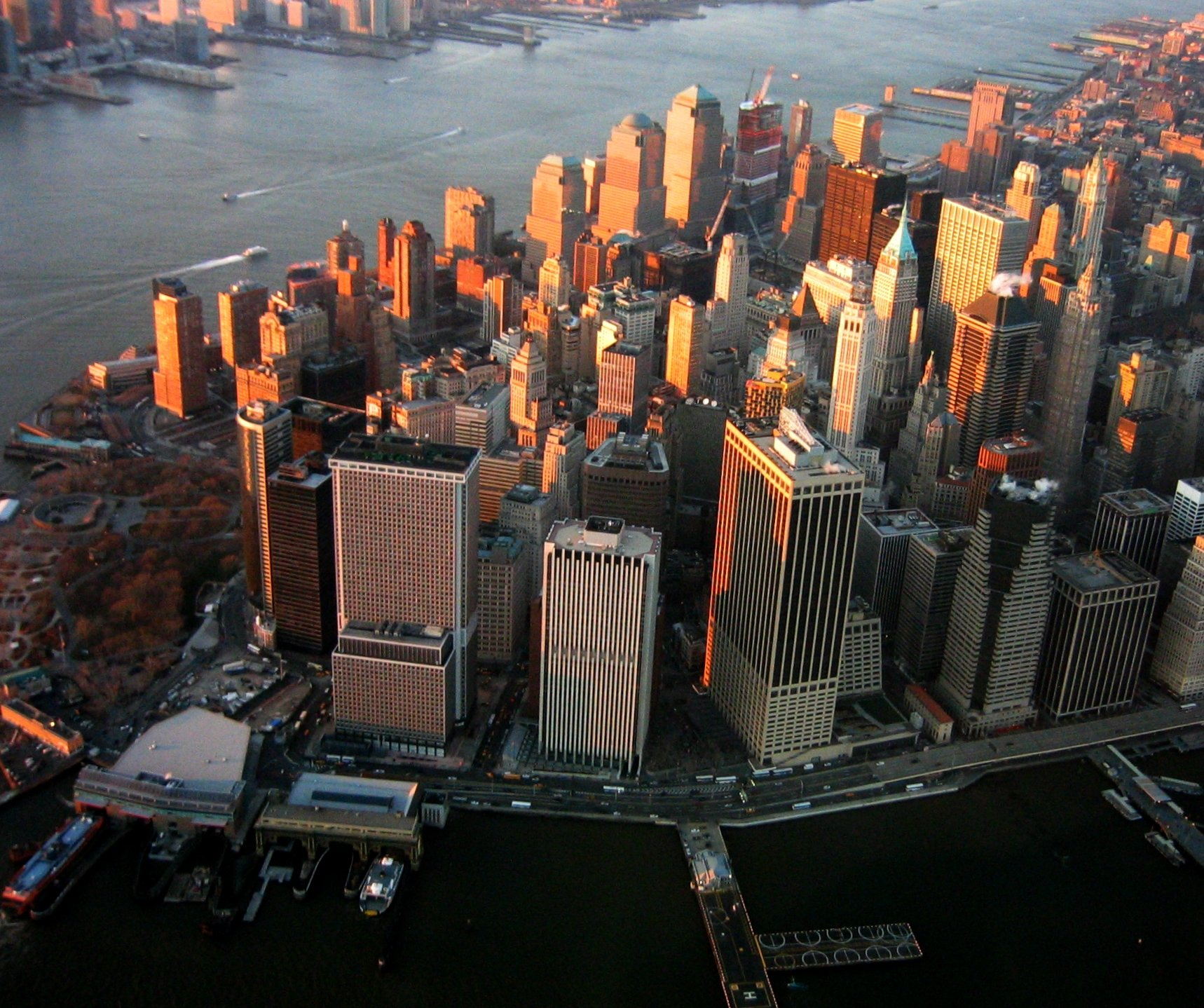
Lower Manhattan en 2008.

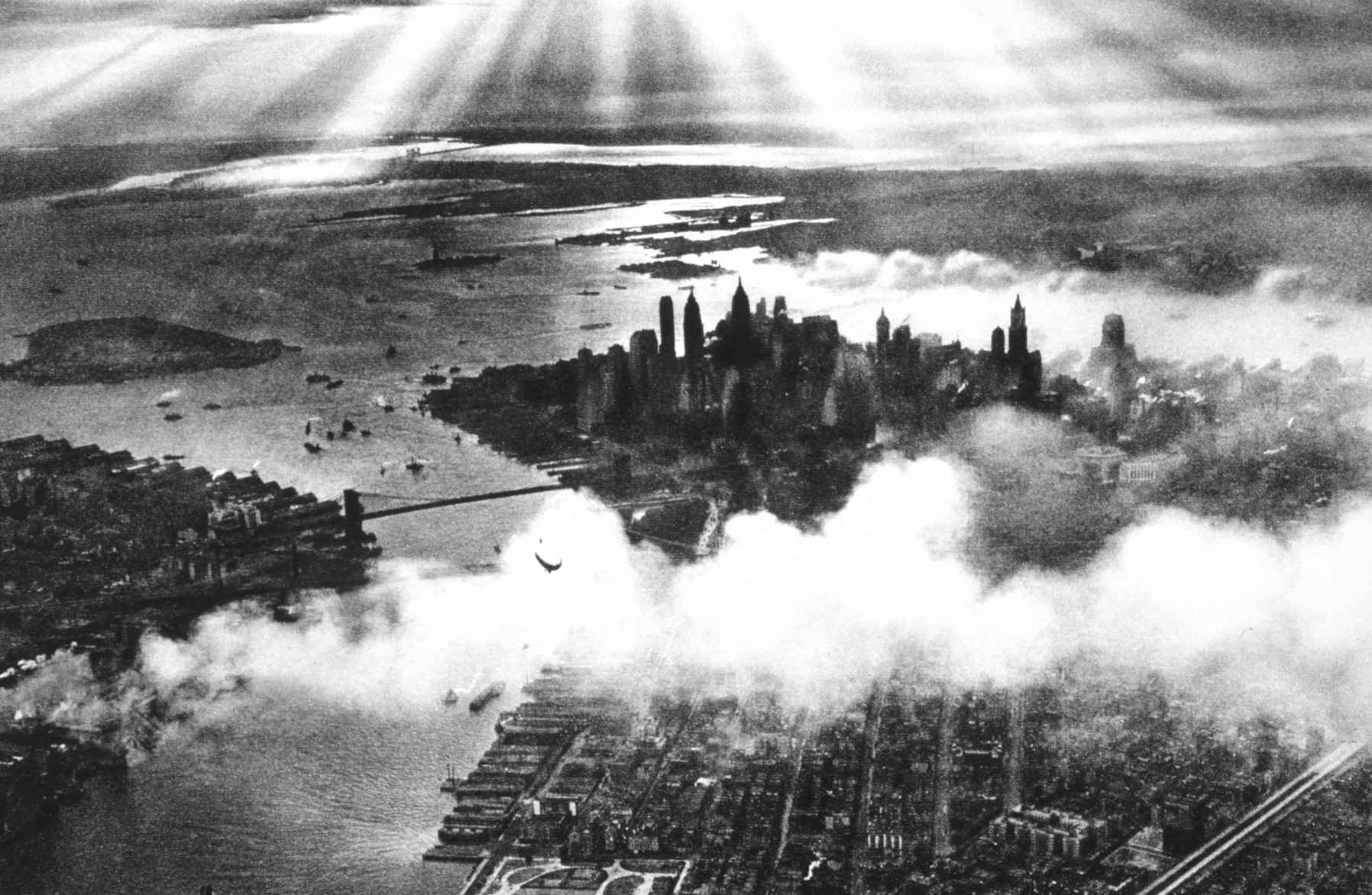
Lower Manhattan en 1932.

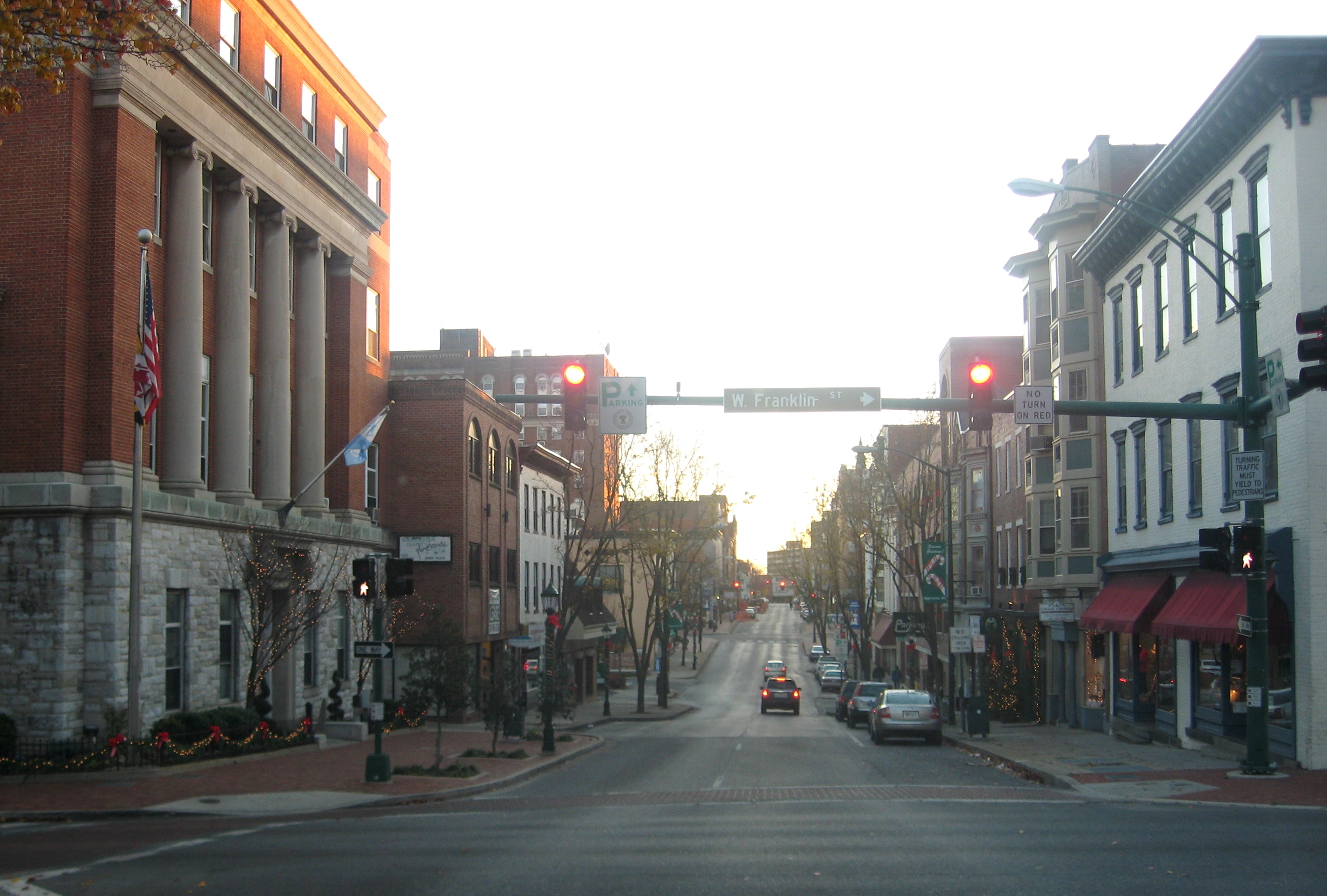
Downtown Hagerstown, Maryland. Este tamaño y estilo es típico de las ciudades pequeñas y medias de los Estados Unidos.

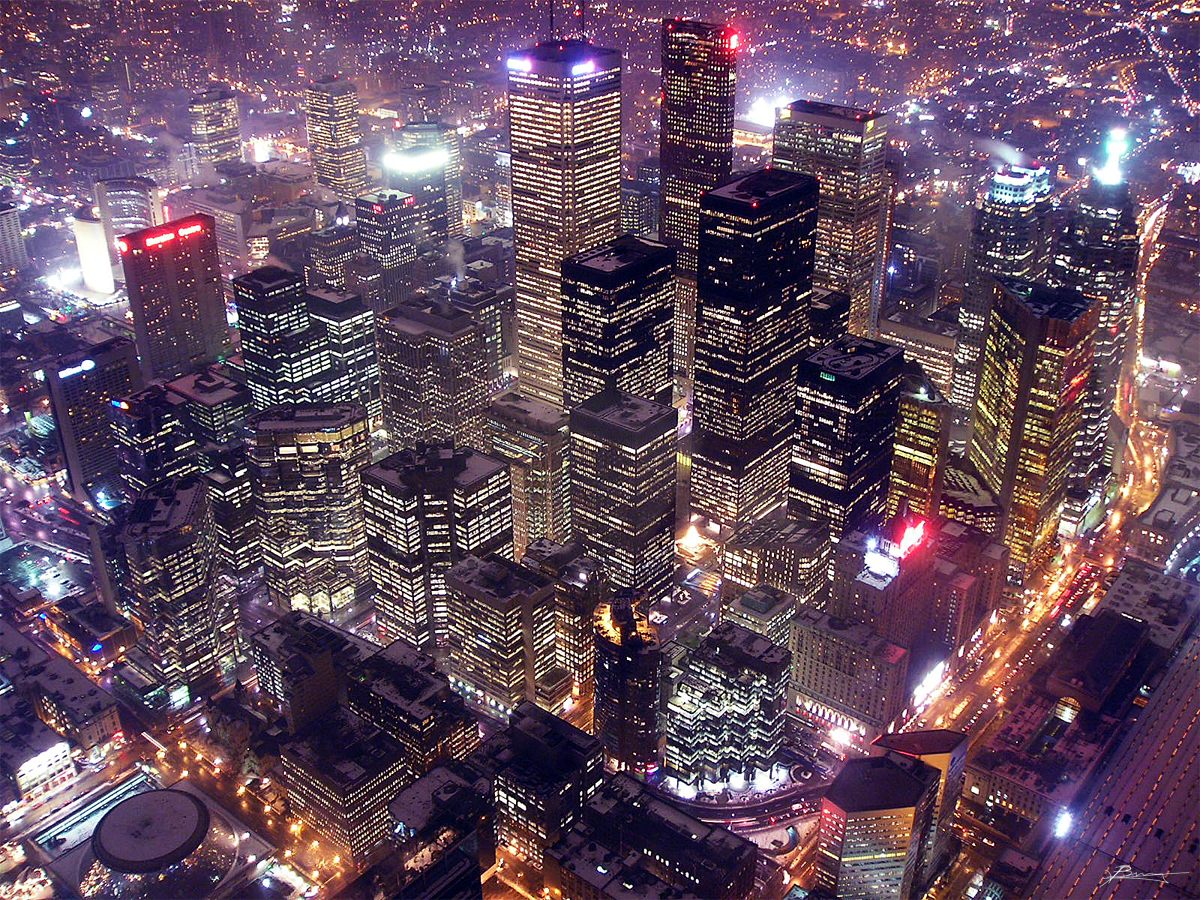
Downtown Toronto.

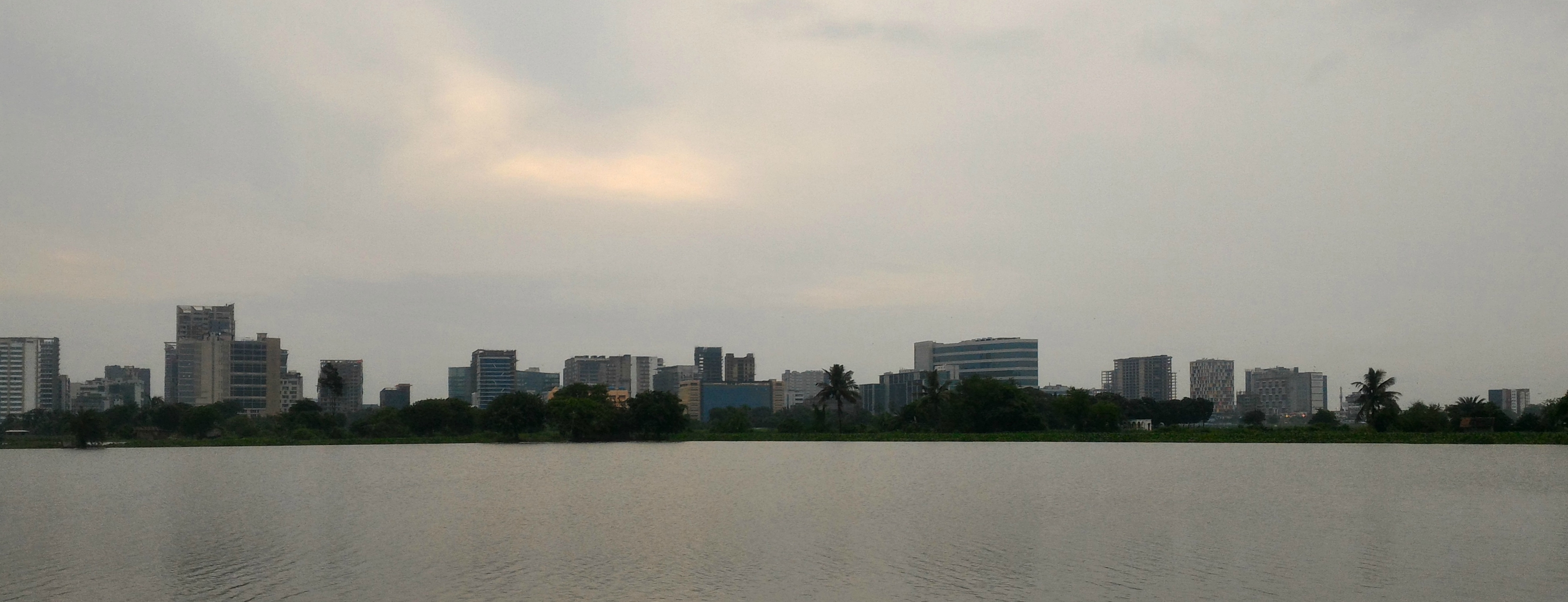
Salt Lake City, Utah.

Downtown, conocido en algunos países hispanos como urbe, núcleo urbano, céntrico o simplemente como el centro de la ciudad o centro del pueblo, es un término del inglés estadounidense usado principalmente en los Estados Unidos y toda la América Anglosajona, y que puede confundirse con los términos de espacio urbano y sus sinónimos, que expresan muchas similitudes con el término de downtown —aunque, como consecuencia de la globalización, el término se ha expandido a otros países y regiones que no necesariamente son de habla inglesa— que designa el centro de una ciudad o su distrito financiero, a veces en sentido geográfico, económico o comunitario. Generalmente, la palabra no se usa en el inglés británico, cuyos hablantes utilizan en su lugar el término city centre (literalmente, "centro de la ciudad").
Se cree que el término fue acuñado en Nueva York, donde ya estaba en uso en la década de 1830 para referirse a la ciudad original en el extremo sur de la isla de Manhattan. Según crecía Nueva York, la única dirección en la que podía extenderse era hacia el norte, es decir, río arriba del asentamiento original (la terminología up y down, arriba y abajo en inglés, procede de la disposición habitual de los mapas, en el que el norte está arriba y el sur abajo). Por tanto, las zonas al norte de la ciudad original se designaron uptown (Upper Manhattan, literalmente "ciudad alta"), mientras que la ciudad original (que también era entonces el único centro financiero de Nueva York) empezó a ser conocida como downtown (literalmente "ciudad baja," Lower Manhattan).
A finales del siglo XIX el término fue adoptado gradualmente por muchas ciudades de los Estados Unidos y Canadá para referirse al centro histórico de la ciudad (que en la mayoría de las ocasiones era también el distrito financiero de la misma). No se incluyó en los diccionarios hasta en la década de 1880, pero a principios del siglo XX, downtown era claramente un término de uso frecuente en el inglés estadounidense para designar el distrito financiero de una ciudad.

## Connotaciones específicas
El downtown típico estadounidense tiene algunas características particulares. Durante el boom económico de los años cincuenta, la población de la mayoría de downtowns disminuyó drásticamente. Este fenómeno se ha atribuido a razones como la demolición de barrios marginales, la construcción del Sistema Interestatal de Autopistas, y el white flight del núcleo urbano a los suburbios, en rápida expansión. Debido a los proyectos de revitalización urbana con buenas intenciones pero mal ejecutados en la mayoría de las grandes ciudades, los downtowns se despoblaron y pasaron a estar dominados por rascacielos de oficinas en los que los residentes de los suburbios ocupaban los puestos de trabajo "de cuello blanco", mientras que el resto de la población se hundió aún más en el desempleo y la pobreza. En los años noventa, incluso las empresas empezaron a abandonar los distritos financieros por los suburbios, produciendo lo que ahora conocemos como edge cities. John F. McDonald y Daniel P. McMillen afirman en un libro, explicando por qué son tan populares las edge cities:

Los grandes distritos financieros del centro de las ciudades son sinónimos de suciedad, crimen, decadencia urbana, estrés, congestión, altos impuestos y malas escuelas públicas. Las edge cities no son inmunes a todos estos problemas (especialmente la congestión) pero por el momento evitan ampliamente la mayoría.

## Uso geográfico
Los términos downtown y uptown también pueden referirse a los puntos cardinales, lo que sucede por ejemplo en Manhattan, donde downtown también es un término geográfico relativo. En muchos lugares, cualquier lugar al sur de donde se sitúa el hablante, es downtown y cualquier lugar al norte es uptown. En la frase "We're going to take the subway downtown" ("Vamos a coger el metro downtown"), usada frecuentemente en Nueva York, downtown se refiere a que se dirigirán hacia el sur. Se puede decir que una persona situada en la 121st Street que camina diez manzanas hacia el sur ha caminado diez manzanas downtown. Igualmente, el término uptown se usa para referirse al norte. Estos conceptos proceden de la forma alargada de Manhattan, que hace que su anchura sea menor de tres kilómetros y que por tanto sean predominantes las direcciones norte/sur. En consecuencia, el transporte de la isla viaja en dirección norte/sur (uptown/downtown). Los otros boroughs de Nueva York son más anchos, y allí downtown se refiere a Lower Manhattan, Downtown Brooklyn, o algún otro distrito financiero local. Los esfuerzos mercantiles para promover South Bronx como "Downtown Bronx" han tenido poco éxito.
En algunas ciudades norteamericanas, downtown es el nombre del barrio en el que se sitúa el distrito financiero de la ciudad. La mayoría de las grandes ciudades norteamericasnas están situadas junto a cuerpos de agua importantes, como océanos, lagos o ríos. Según se expandieron las ciudades, se construyó más lejos del agua y de los centros históricos, a veces sobre colinas. Por tanto, el distrito financiero de una ciudad norteamericana, que coincide generalmente con el núcleo histórico, suele ser la parte más baja de la ciudad. Muchas ciudades usan el modelo de Manhattan y emplean downtown, midtown y uptown como términos geográficos relativos informales y a la vez como nombres oficiales de distintos barrios o distritos. Sin embargo, la ciudad de Filadelfia usa el nombre Center City en lugar de downtown, debido a la ubicación céntrica del distrito financiero y a la historia y circunstancias de Filadelfia; "Center City" corresponde con la extensión de la ciudad de Filadelfia antes de su fusión con el Condado de Filadelfia en 1854, dejándola sin un nombre único, al contrario que los antiguos barrios que lo rodean; el centro de la ciudad también es donde se sitúa el Ayuntamiento de Filadelfia según el plano original de la ciudad. Nueva Orleans usa el término Central Business District (o CBD) para su downtown debido a que el histórico Barrio Francés ocupa lo que se podría considerar el centro histórico de la ciudad, y hay otra zona de la ciudad al sur del CBD que se llama Downtown.

## Historia

### Orígenes
La primera cita del Diccionario Inglés de Oxford para "down town" o "downtown" data de 1770, en referencia al centro de Boston. Algunos han postulado que el término "downtown" fue acuñado en la ciudad de Nueva York, donde estaba en uso en la década de 1830 para referirse al pueblo original en la punta sur de la isla de Manhattan. A medida que la ciudad de Nueva York se convirtió en una ciudad, la única dirección que podía crecer en la isla era hacia el norte, procediendo hacia arriba del asentamiento original, la terminología "arriba" y "abajo" que provenía del diseño de mapas consuetudinarios en el cual hacia al norte y hacia abajo era hacia el sur. Así, cualquier cosa al norte de la ciudad original se conoció como "pueblo" (Alto Manhattan), y era generalmente una zona residencial, mientras que la ciudad original, que era también el único centro de negocios principal de Nueva York en este momento, se conoció como "centro" (Bajo Manhattan).

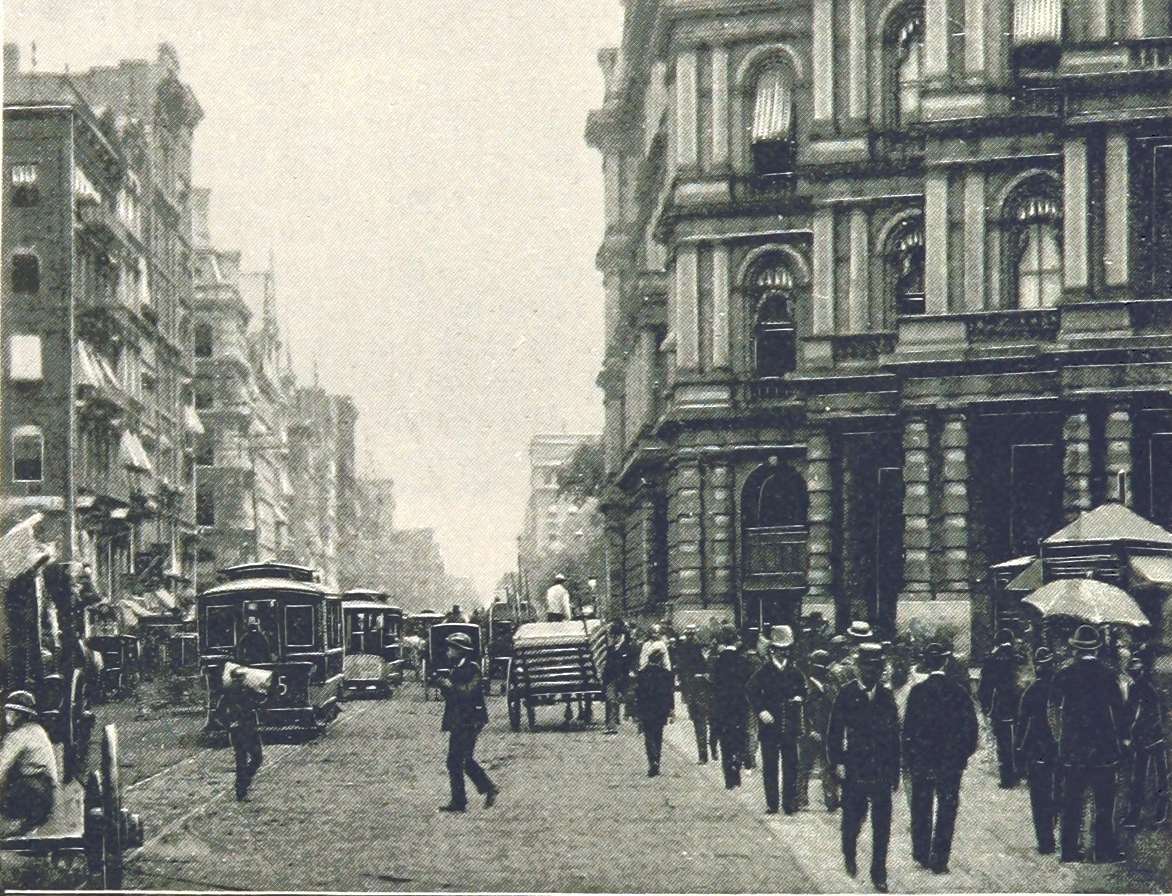
El centro de Manhattan en 1893; mirando hacia Broadway desde Barclay Street

Durante el final del siglo XIX el término fue adoptado gradualmente por ciudades de los Estados Unidos y Canadá para referirse al núcleo histórico de la ciudad, que a menudo era el mismo que el corazón comercial de la ciudad. "Uptown" también se extendió, pero en muy menor medida. En ambos casos, pero, se perdió la direccionalidad de ambas palabras, de forma que un ciudadano de Boston podría referirse a ir "al centro", aunque fuera al norte de donde se encontraban.
El centro de la ciudad se encontraba al sur en Detroit, pero al norte en Cleveland, al este en St. Louis y al oeste en Pittsburgh. En Boston, señaló un residente el 1880, el centro se encontraba en el centro de la ciudad. Uptown estaba al norte del centro de Cincinnati, pero al sur del centro de Nueva Orleans y San Francisco.
 Y así, "downtown" no se incluyó en los diccionarios hasta la década de 1880. Pero a principios del 1900, "downtown" se estableció claramente como el término adecuado en inglés americano para el distrito central de negocios de una ciudad, a pesar de que la palabra era prácticamente desconocida en la Gran Bretaña y Europa occidental, donde se utilizan expresiones como "city centre" (inglés británico), "el centro" (español), "das Zentrum" (alemán), etc. Incluso a principios del siglo XX, los escritores de viajes ingleses vieron necesario explicar a sus lectores qué significaba "centro de la ciudad".
A pesar de que los centros de las ciudades norteamericanos no tenían límites legalmente definidos y a menudo formaban parte de varios de los barrios que la mayoría de las ciudades utilizaban como distrito funcional básico, localizar la zona del centro no fue difícil, puesto que era el lugar donde confluían todos los ferrocarriles de calle y los ferrocarriles elevados, y, al menos en la mayoría de lugares, donde había las terminales del ferrocarril. Era la ubicación de los grandes almacenes y hoteles, así como la de los teatros, discotecas, cabarets y salas de baile, y donde se construyeron rascacielos una vez perfeccionada esta tecnología. También fue a menudo, al principio, la única parte de una ciudad que estaba electrificada. También era el lugar donde la congestión de las calles era la peor, un problema en el cual se encontró solución.

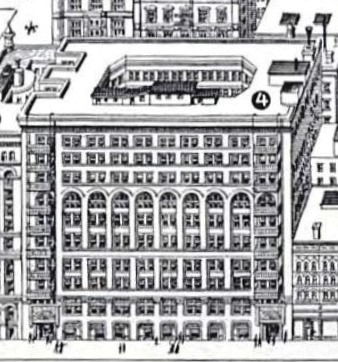
El edificio Rand McNally de Chicago de 1889, el primer edificio totalmente de acero del mundo, que ya no existe.

Pero sobre todo, el centro era el lugar donde la ciudad hacía sus negocios. Dentro de sus pequeños recintos, a veces tan pequeños como unos centenares de acres, se llevaban a cabo la mayoría del comercio, venta y compra -al por menor y al por mayor- en toda la zona.  Había centros de negocios en otros lugares de la ciudad y sus alrededores, pero el centro de la ciudad era el principal, realmente el distrito central de negocios. Y a medida que se hacían cada vez más negocios en el centro de la ciudad, los que tenían casa fueron expulsados gradualmente, vendiendo su propiedad y trasladándose a zonas residenciales más tranquilas en lo alto de la ciudad.
El rascacielos se convertiría en el sello distintivo del centro de la ciudad. Antes de la invención del ascensor, y más tarde del ascensor de alta velocidad, los edificios estaban limitados en altura a unos seis pisos, que era un límite de facto establecido por la cantidad de escaleras que se suponía que la gente subiría, pero con el ascensor ese límite se rompió y se empezaron a construir edificios de unos dieciséis pisos. Lo que les limitaba entonces era el grueso de la masonería necesaria en la base para aguantar el peso del edificio encima. A medida que los edificios fueron aumentando, el grosor de la masonería y el espacio necesario para los ascensores no permitían el espacio alquilable suficiente para rentabilizar el edificio. Lo que rompió esta restricción fue la invención del edificio de estructura de hierro y después de acero, en el que la carga del edificio era llevada por un esqueleto de estructura metálica interna, cuya mampostería, y después el vidrio, simplemente colgaba sin llevar ningún peso.
Aunque se utilizó por primera vez en Chicago, el rascacielos con estructura de acero se extendió más rápidamente en la ciudad de Nueva York en la década de 1880, y desde allí a la mayoría de las otras ciudades americanas durante los años 1890 y 1900. La aparente ausencia de una limitación de altura de este tipo de edificios provocó un enconado debate sobre si su altura debía limitarse por ley, con los defensores y opositores de los límites de altura presentando numerosos argumentos a favor de su posición. La cuestión de los límites de altura también tuvo una profunda implicación para la naturaleza del propio centro de la ciudad: seguiría siendo un núcleo concentrado, o a medida que crecía, los límites de altura le obligarían a extenderse en un área mayor. A corto plazo, los defensores de los límites de altura tuvieron éxito en sus esfuerzos. En la década de 1910, la mayoría de las ciudades más grandes y medianas tenían límites de altura en vigor, con Nueva York, a pesar de varios esfuerzos concertados por promulgarlos, Filadelfia, Detroit, Pittsburgh y Minneapolis como notables excepciones.

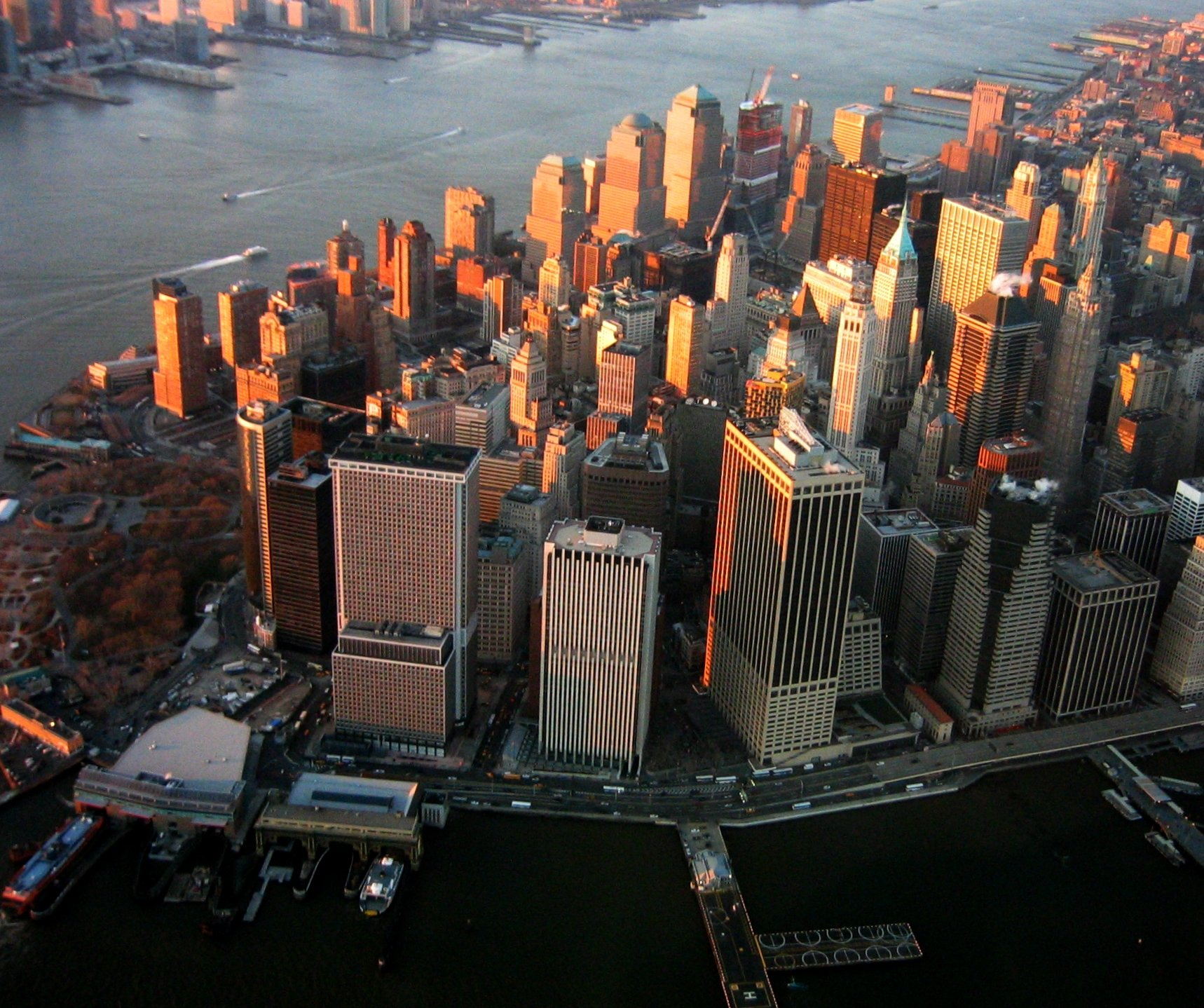
Bajo Manhattan, también conocido como el distrito financiero, el centro original de la ciudad de Nueva York

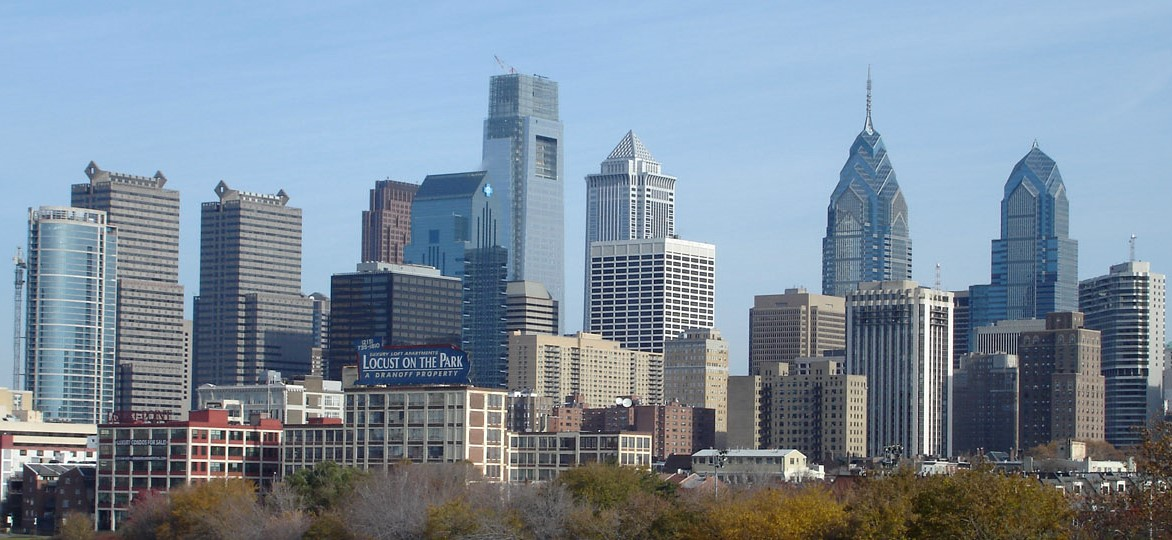
Center City, Filadelfia, el segundo centro de la ciudad más poblado de Estados Unidos

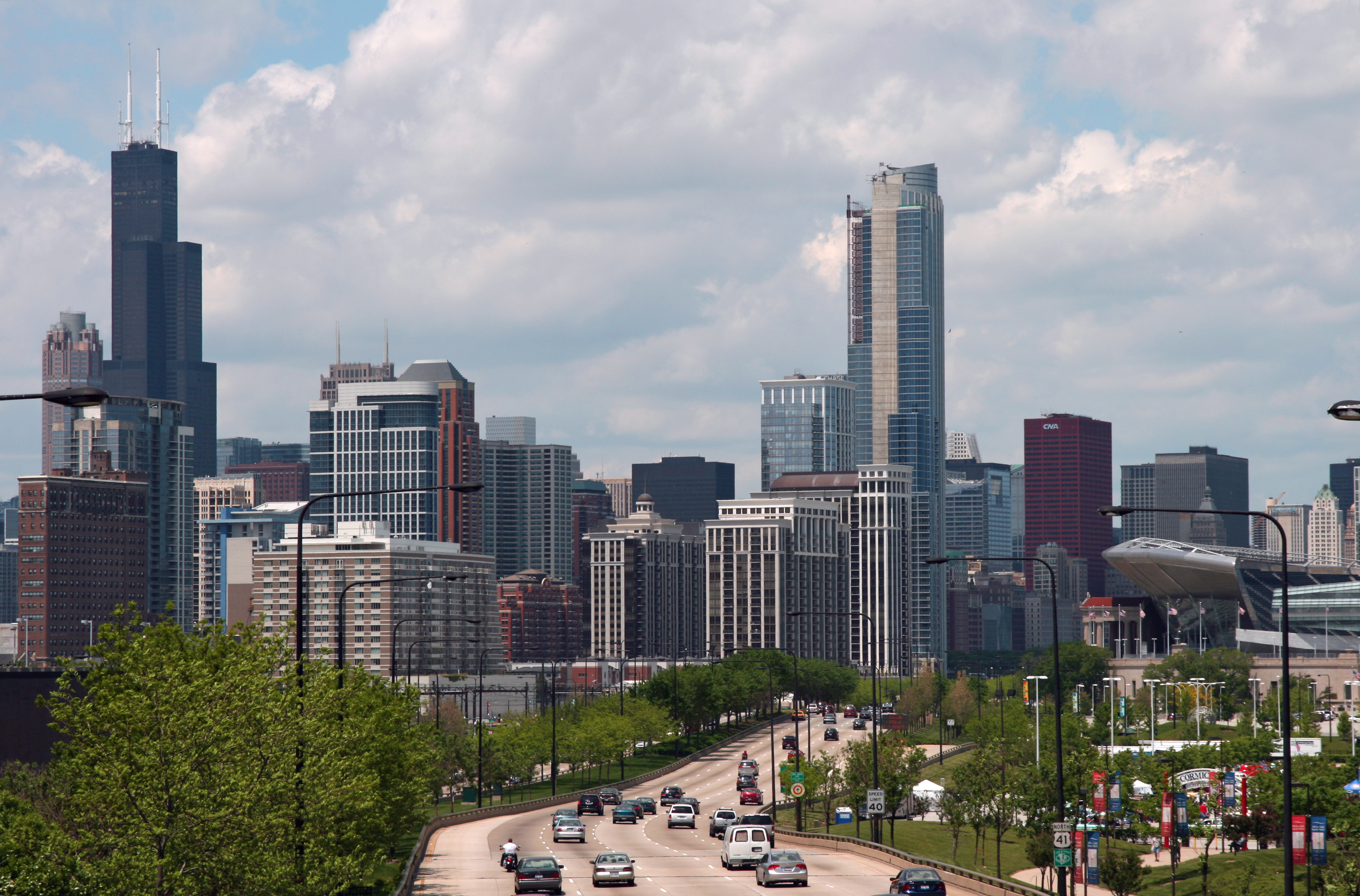
Downtown Chicago, (el Loop) el tercer downtown más poblado de EE. UU.

En última instancia, no serían los límites de altura per se los que restringieran los rascacielos, sino unas leyes de zonificación integrales que establecerían requisitos separados para diferentes partes de una ciudad y regularían no sólo la altura, sino también el volumen de un edificio, el porcentaje utilizado y la cantidad de luz que el edificio bloqueaba, y también fomentaría los contratiempos para reducir el volumen de un edificio permitiendo una altura adicional por pie de retroceso, la cantidad exacta dependiendo de la zona en la que se encontraba el edificio. La ciudad de Nueva York fue la primera en hacerlo, con la Resolución de zonificación de 1916, que fue impulsada en buena parte por la construcción del Equitable Building en 1915, un edificio de 40 pisos con lados rectos, que hizo crecer el miedo al centro de la ciudad. La zona se convirtió en un laberinto de calles oscuras que nunca vieron el sol. Lo peor, al menos para los intereses inmobiliarios, el edificio supuso dumping inmobiliario por 1,2 millones de 111 000 m² de oficinas en lo que era un mercado inmobiliario lento. Para muchos en el sector inmobiliario, la ley de zonificación era un ejemplo de "restricción razonable".
Una vez que Nueva York aprobó su ley, siguieron otras ciudades, aunque las medidas de zonificación propuestas encontraron una fuerte resistencia en algunos sitios, a menudo debido a la inclusión de límites de altura demasiado restrictivos, ya veces porque todo el concepto de zonificación se consideraba poco democrático. Finalmente, se elaboró una ley modelo, la Standard State Zoning Enabling Act de 1922 para la orientación de las ciudades que querían promulgar regulaciones de zonificación, que ahora forman parte de prácticamente todas las ciudades norteamericanas.

## Downtownsimportantes

### Estados Unidos
- Midtown Manhattan, Nueva York
- Lower Manhattan, Nueva York
- Downtown Brooklyn, Nueva York
- Chicago Loop
- Downtown Los Angeles
- Downtown Jersey City
- Downtown Houston
- Center City Philadelphia
- Downtown Detroit
- Downtown Dallas
- Downtown San Bernardino
- Downtown Seattle
- Downtown Spokane
- Downtown San Diego
- Downtown Salt Lake City
- Downtown Oakland
- Downtown Oklahoma City
- Downtown San Francisco
- Downtown San Jose
- Downtown (Washington D. C.)
- Downtown Boston
- Financial District, Boston
- Downtown Kansas City, Misuri
- Downtown St. Louis
- Downtown Cincinnati
- Downtown Atlanta
- Downtown Maine, NY
- Downtown Miami
- Downtown Tacoma
- Downtown Minneapolis
- Downtown Milwaukee
- New Orleans Central Business District
- Downtown Pittsburgh
- Downtown Denver
- Downtown Baltimore
- Downtown San Antonio
- Downtown Jacksonville
- Downtown Indianapolis
- Downtown St. Paul
- Downtown Cleveland
- Downtown Phoenix
- Downtown Portland
- Downtown Búfalo
- Downtown Anchorage
- Downtown Honolulu
- Downtown Memphis
- Downtown Nashville
- Downtown Albany
- Downtown Tampa
- Downtown Orlando
- Downtown Fort Lauderdale
- Downtown Hartford
- Downtown Syracuse
- Downtown Fort Worth
- Downtown Wilmington
- Uptown Charlotte
- Downtown Raleigh
- Downtown Charleston
- Downtown Greenville
- Downtown Columbia
- City Center Boise

### Canadá
- Downtown Calgary
- Downtown Edmonton
- Downtown Halifax
- Downtown Montreal
- Downtown Ottawa
- Sainte-Foy–Sillery–Cap-Rouge (Quebec City)
- Downtown St. John's
- Downtown Toronto
- Downtown Vancouver
- Downtown Victoria
- Downtown Winnipeg

### Resto del mundo
- Msheireb Downtown Doha
- Downtown Burj Khalifa